# Biserica fortificată din Apold
Biserica evanghelică fortificată din Apold, județul Mureș, a fost construită în secolul al XIII-lea și figurează pe lista monumentelor istorice 2010, cod LMI MS-II-a-A-15594.

## Localitatea
Apold, mai demult Trapold, Apoldu, (în dialectul săsesc Pult sau Puult, în germană Trapold, Trappold, Trapolden, în maghiară Apold) este un sat în județul Mureș, Transilvania, România. Este reședința comunei Apold.
Denumiri în decursul timpului: Apold (1337), Trappolden (1500), Pold (1549) și Travolden (consemnat în 1827) Localitatea este situată pe părâul Șaeș afluent al râului Târnava Mare.
Pe baza descoperirilor arheologice făcute pe teritoriul localității, prin care s-au găsit vase ceramice în bordeie al căror tip de construcție era de domeniul trecutului în spațiul german încă din secolul al XI-lea, se poate spune că așezarea de la Apold exista înainte de colonizarea săsească din Transilvania. Bordeiele descoperite au fost atribuite arheologic românilor sau  pecenegilor. Prima mențiune documentară a localității este într-un înscris din anul 1309 prin care un anume Nikolaus de Apoldia era prin cei care erau parte vătămată într-un proces contra episcopului de Alba Iulia. Apold aparținea în anul 1500 de Scaunul Sighișoarei și era una dintre cele mai populate sate, dovadă stând în acest sens un registru în care sunt înscrise în acel an 89 de gospodării și patru păstori, o moară și două curți părăsite.
O dată cu exodul masiv al sașilor în Germania din anul 1990, comunitatea săsească din localitate s-a destrămat ireversibil. În anul 2005, în sat, mai existau câteva familii de sași la care preotul evanghelic din Sighișoara venea la trei săptămâni o dată să mai țină câte o slujbă.
Începând cu anul 2001, un tânăr din Germania, pe numele său, Sebastian Bethge, s-a stabilit în interiorul ansamblului fortificat și încearcă să revitalizeze comunitatea locală și biserica. Sebastian este membru al Fundației Korona din Berlin, fundație care a finanțat și inițiat lucrările de restaurare și întreținere a bisericii.

## Biserica
Ca la o mare parte a bisericilor săsești din Transilvania, datarea exactă a începerii ridicării edificului este incertă în primul rând din cauza modificărilor repetate a structurilor construcției. Astfel se presupune că printre primele elemente constructive ale bisericii datează din secolul al XIII-lea. Definitivarea întregului ansamblu fortificat se consideră a fi închegat în decursul secolelor al XV-lea și al XVI-lea. Intrarea în biserică precum și în clopotniță se realizează prin intermediul portalului gotic aflat pe fațada vestică a bisericii. Turnul clopotniței a fost ridicat de-a lungul timpului, pentru acesta neexistând vreo apariție documentară despre vreun an al începerii sau al terminării lui. Turnul are prevăzute creneluri și ferestrele inițiale au fost îngustate. Se mai poate vedea, astăzi, într-o nișă, pe peretele nordic, o figurină din lemn similară celor din turnul din Sighișoara. Figurina este botezată cu numele Bogdan Misi și se mișcă la orice bătaie a ceasului aflat în clopotniță.
În scop defesiv s-au ridicat zidurile corului și al navei, biserica devenind astfel un veritabil bastion prevăzut cu mașiculiuri. Meterezele inițiale au fost astupate, accesul la nivelul de apărare fiind făcut prin catul al treilea al clopotniței, nivel care asigură comunicarea cu corul.
În pavajul porticului se poate vedea astăzi o placă din vechiul altar din secolul al XIII-lea, al cărei scobitură (sepulcrum) în care se păstra anafura s-a păstrat neatinsă. În interiorul bisericii se mai pot vedea diverse lăzi cu capac cu rolul de păstrare a hainelor scumpe de sărbătoare folosite doar cu ocazia slujbelor bisericești. Acest obicei se mai întâlnește și la comuna vecină, Brădeni.
Orga bisericii, instalată deasupra altarului, a fost construită în 1821 de Johann Thois. De atunci, a fost reparată sau restaurată de mai multe ori: în 1840 de Michael Krieger, în 1847 de Eduard Würker, în 1903 de Nicolaus Ciofleku, în 1949 de O. Einschenk și în 2010 de Thomas Schwarzenberg.

## Galerie de imagini

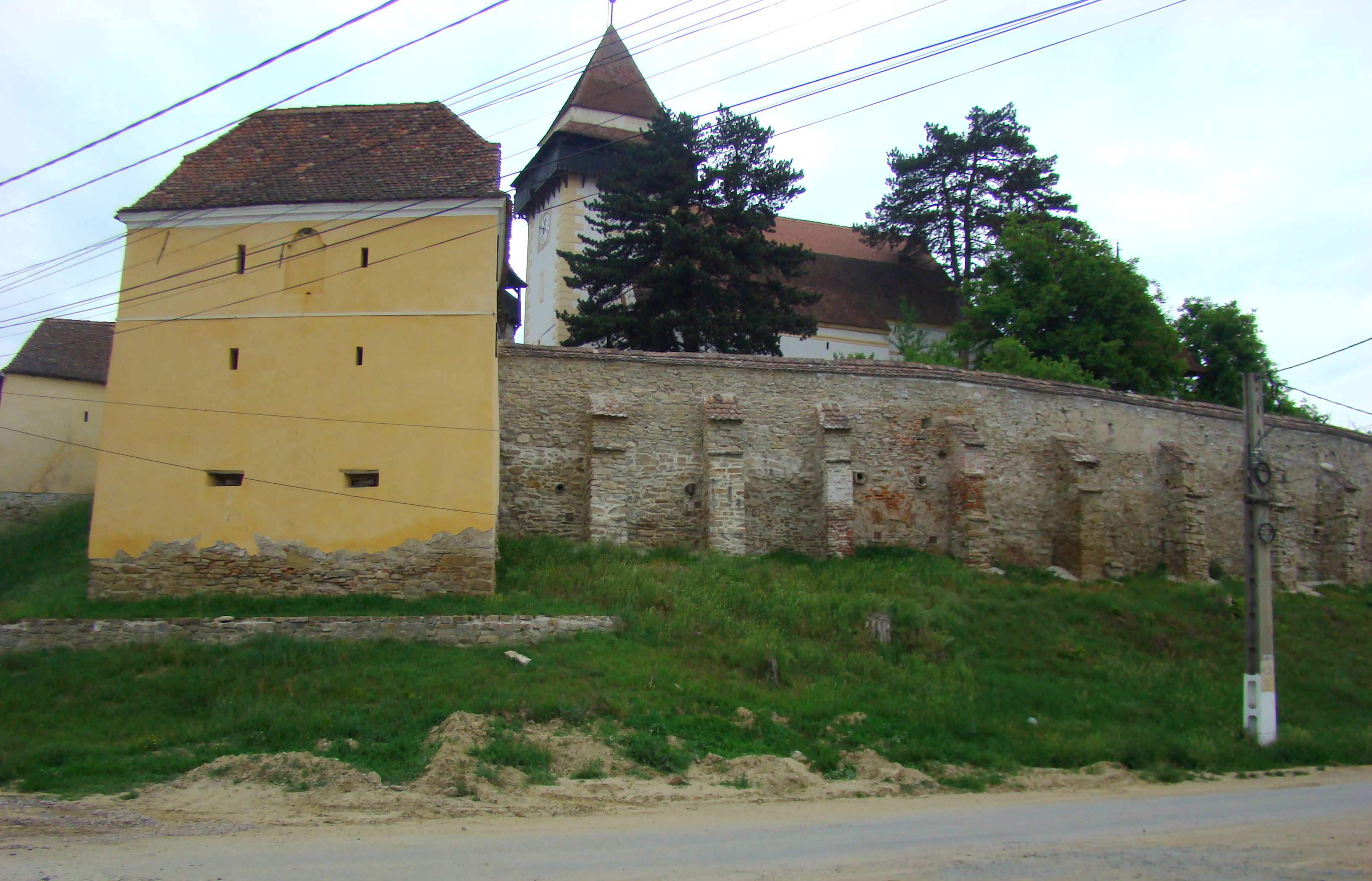
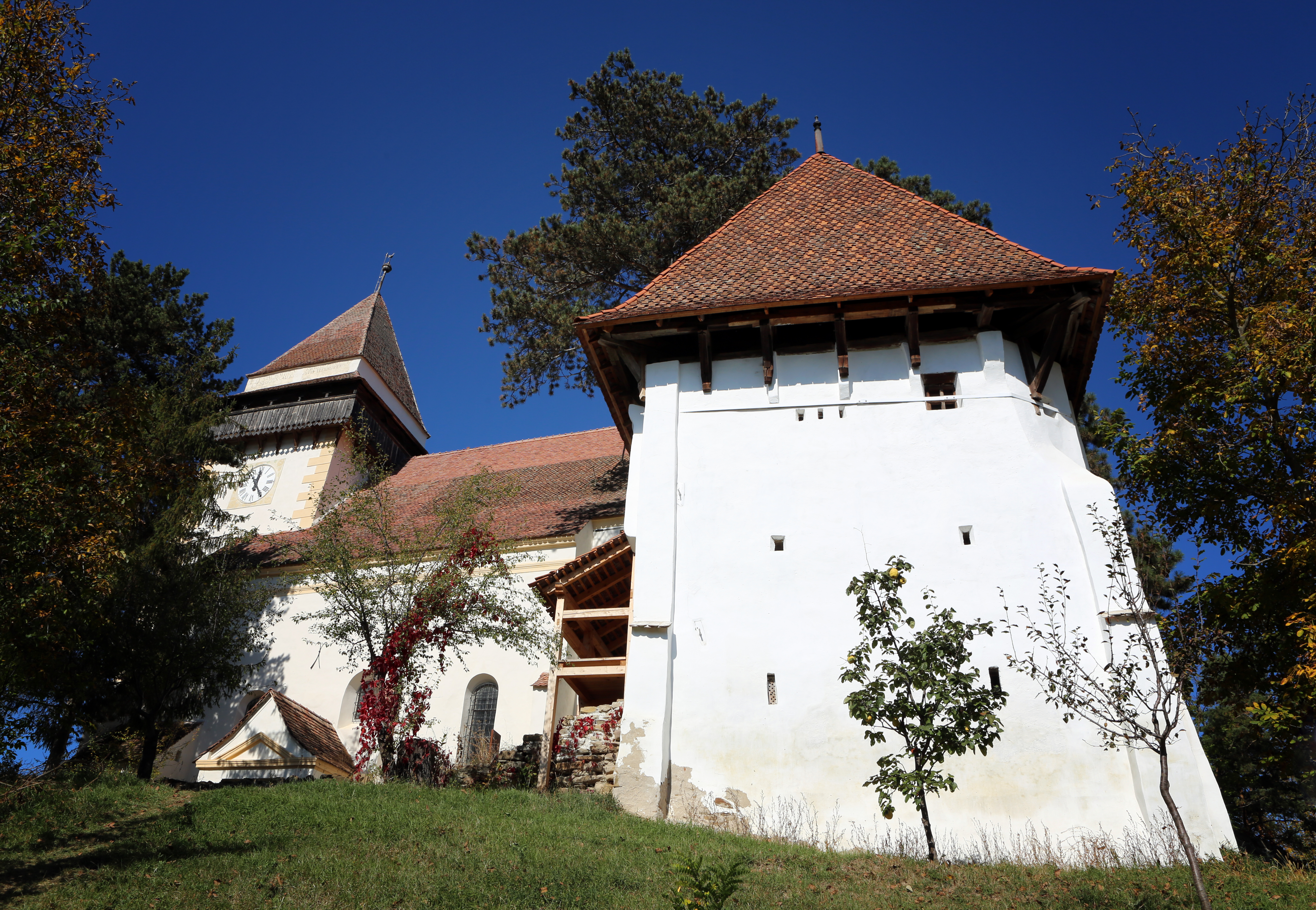
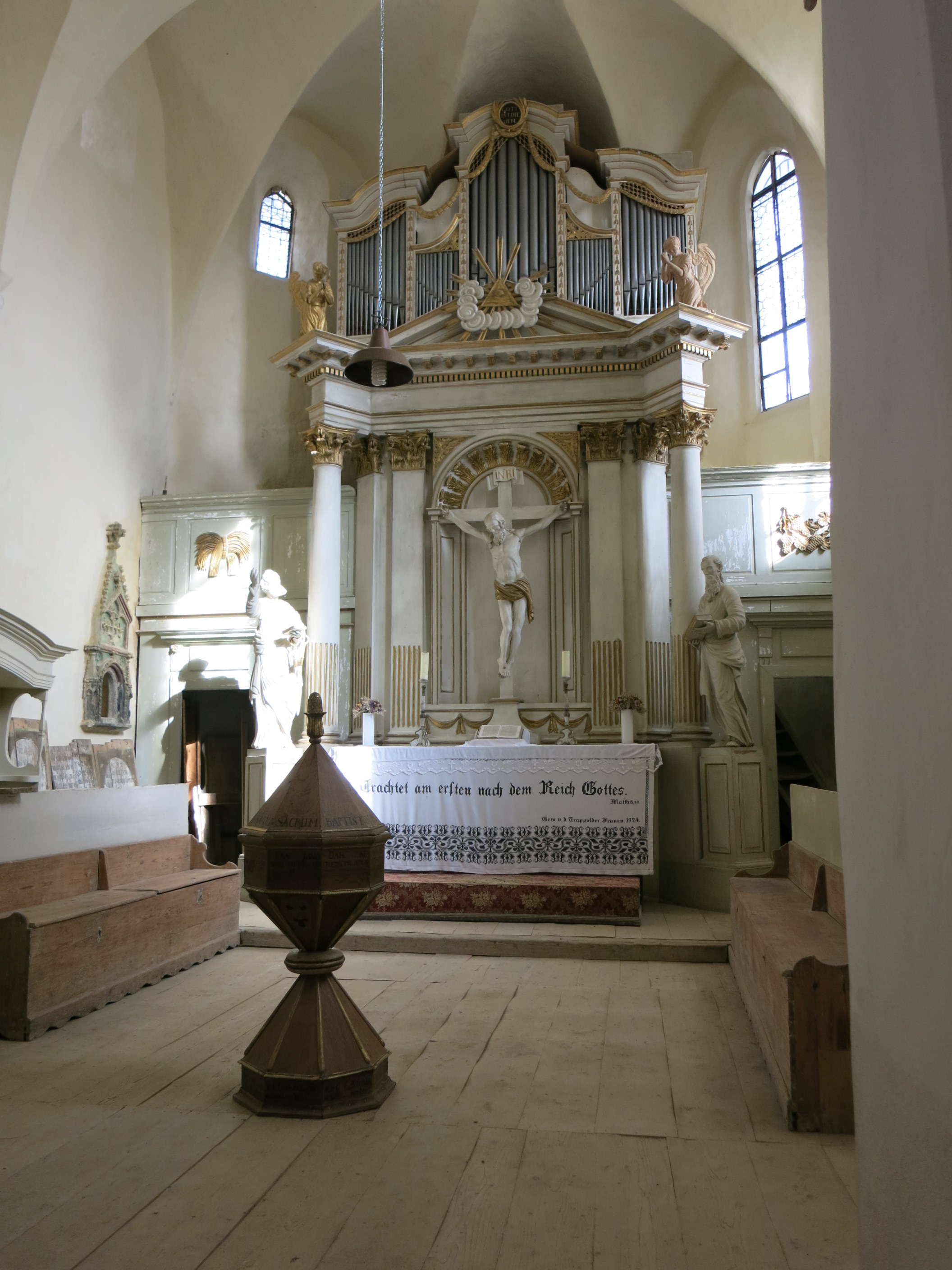
Altarul cu orga montată deasupra sa
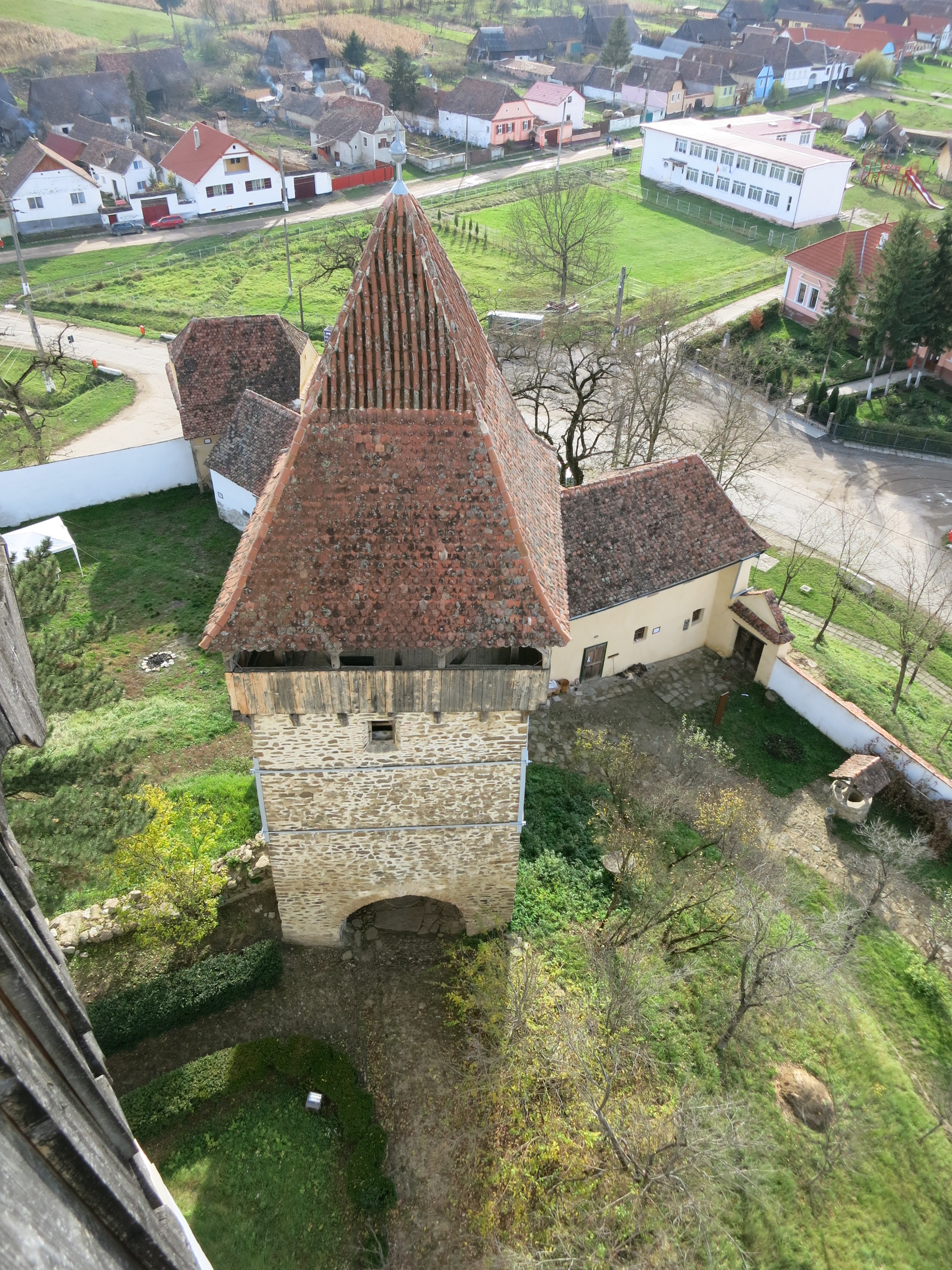
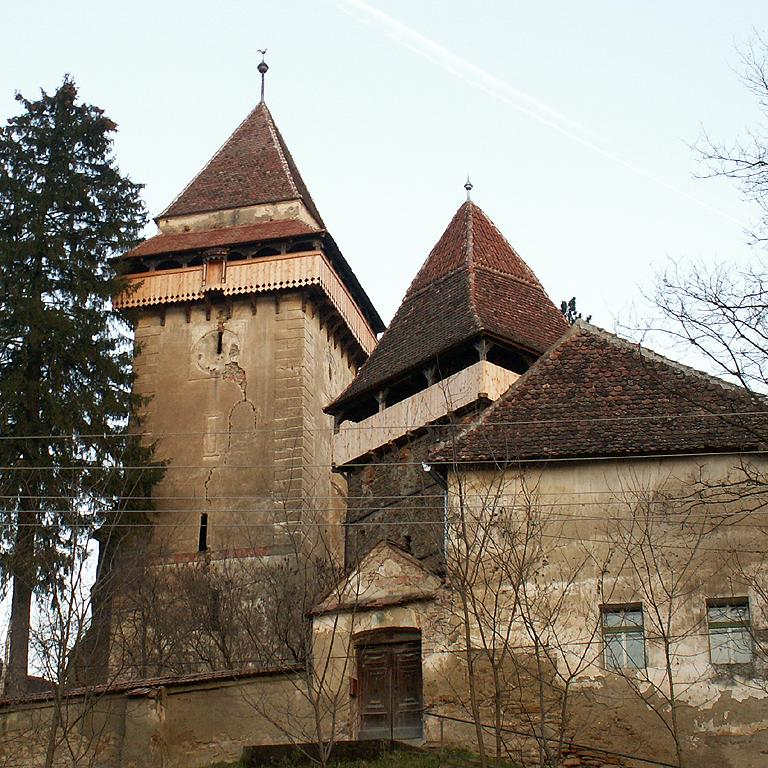
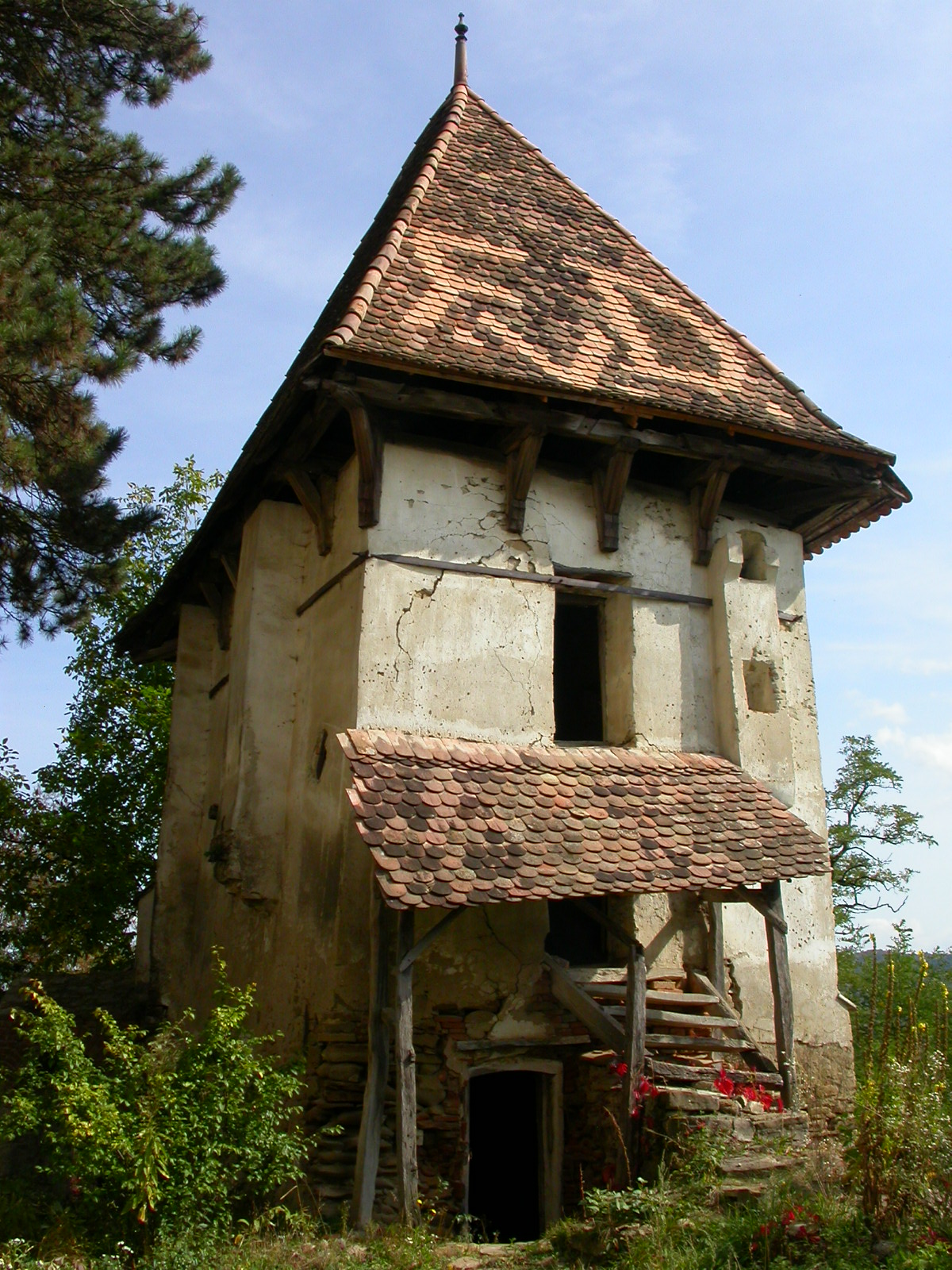
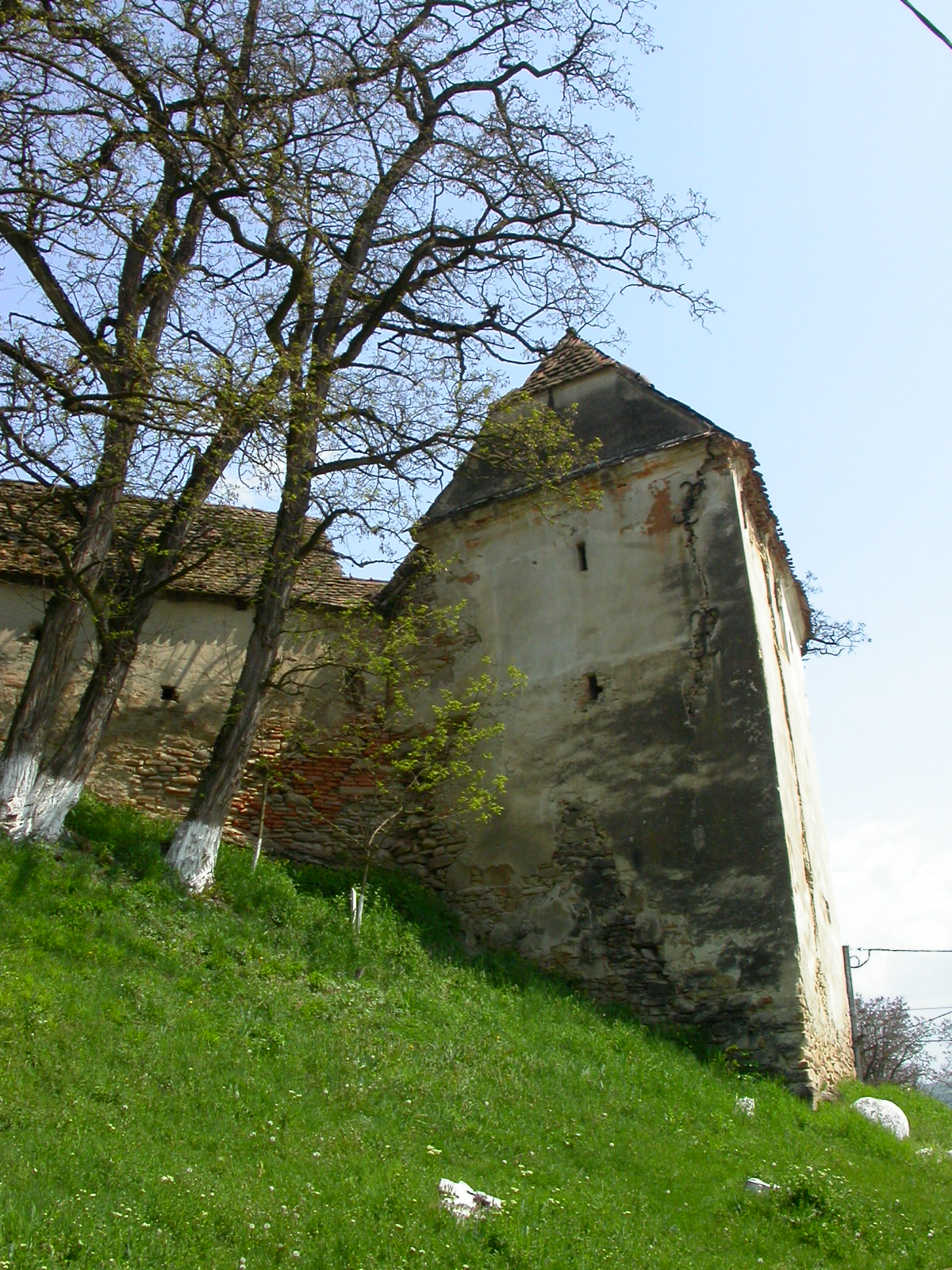
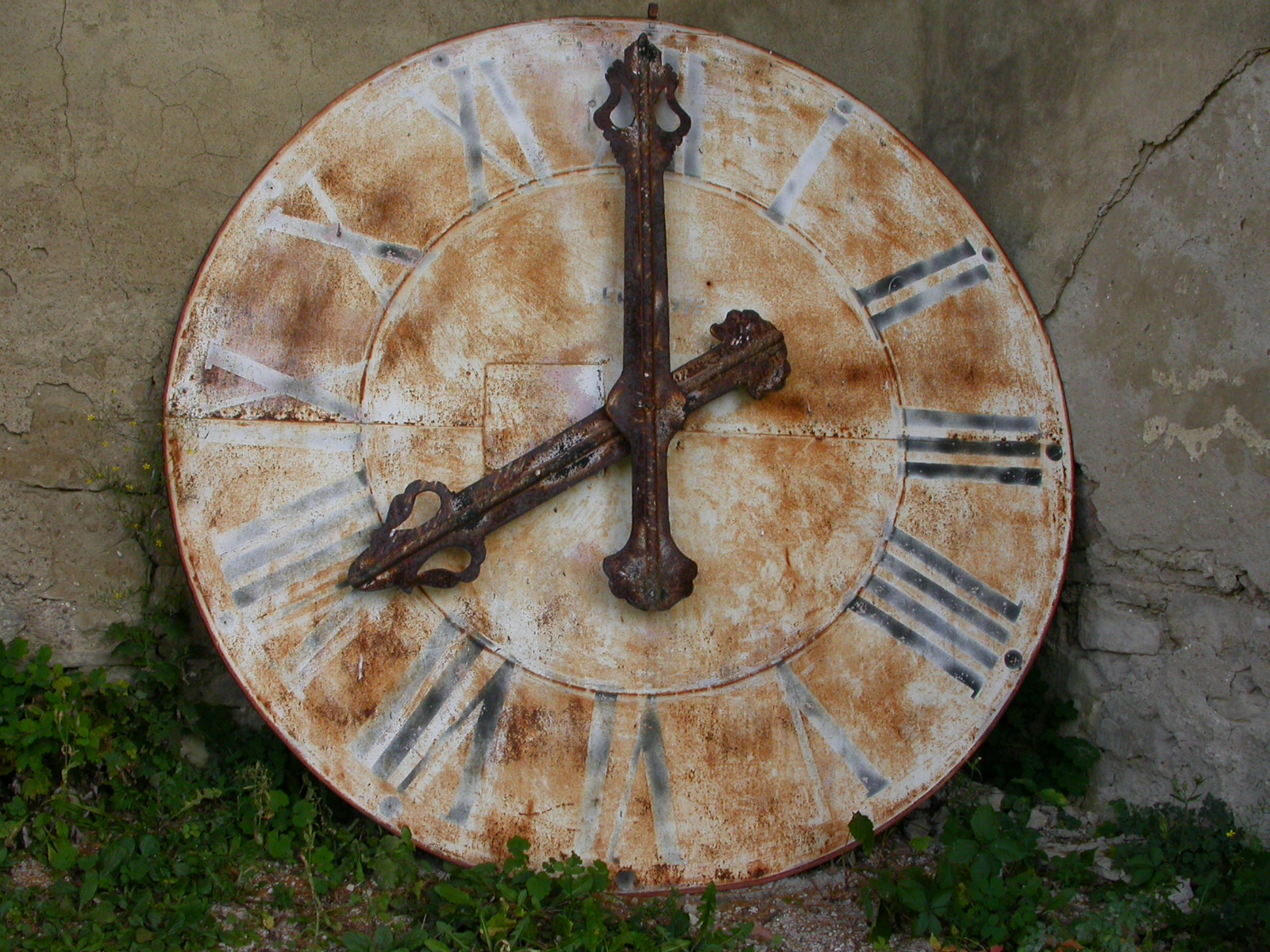
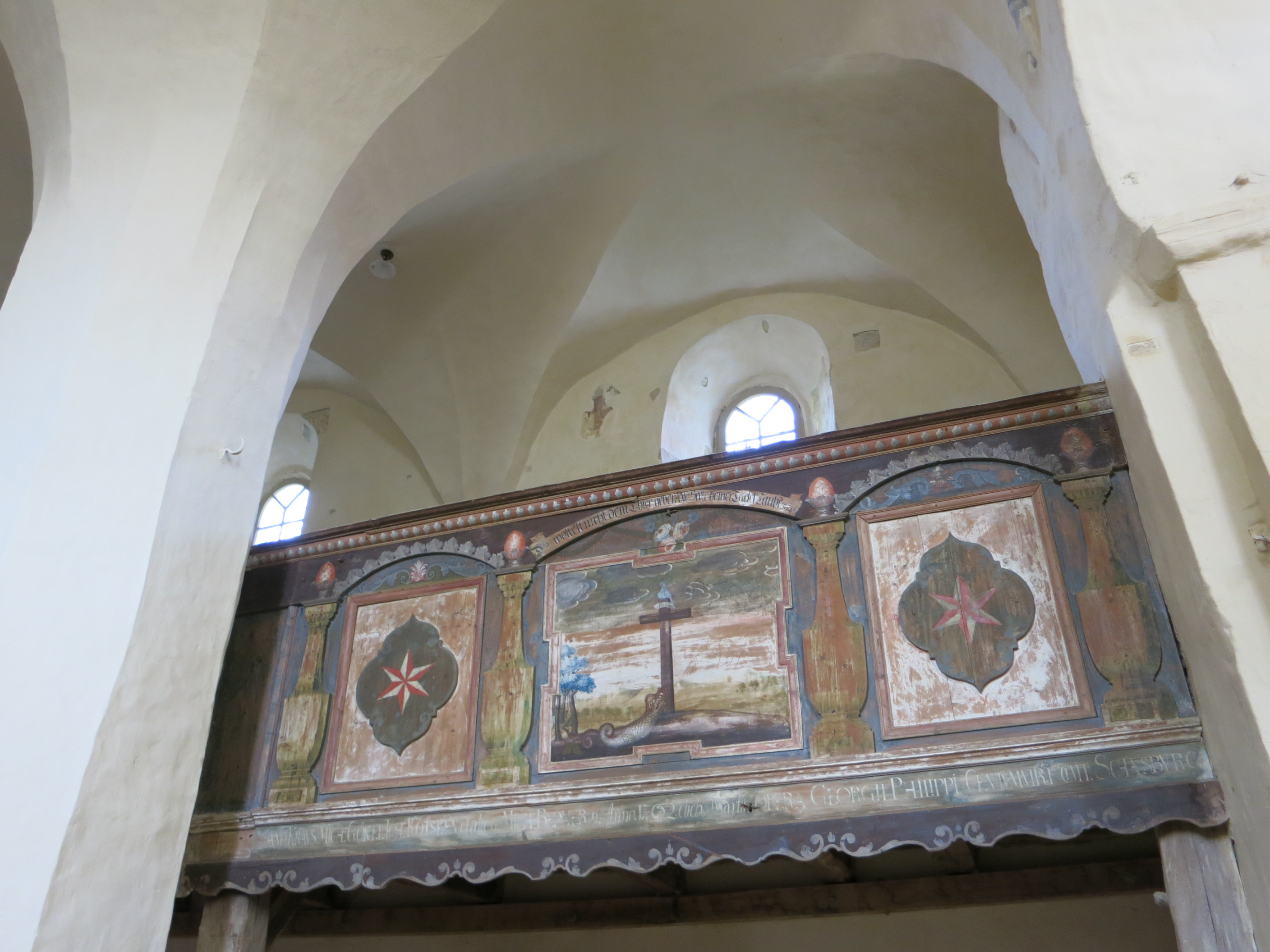
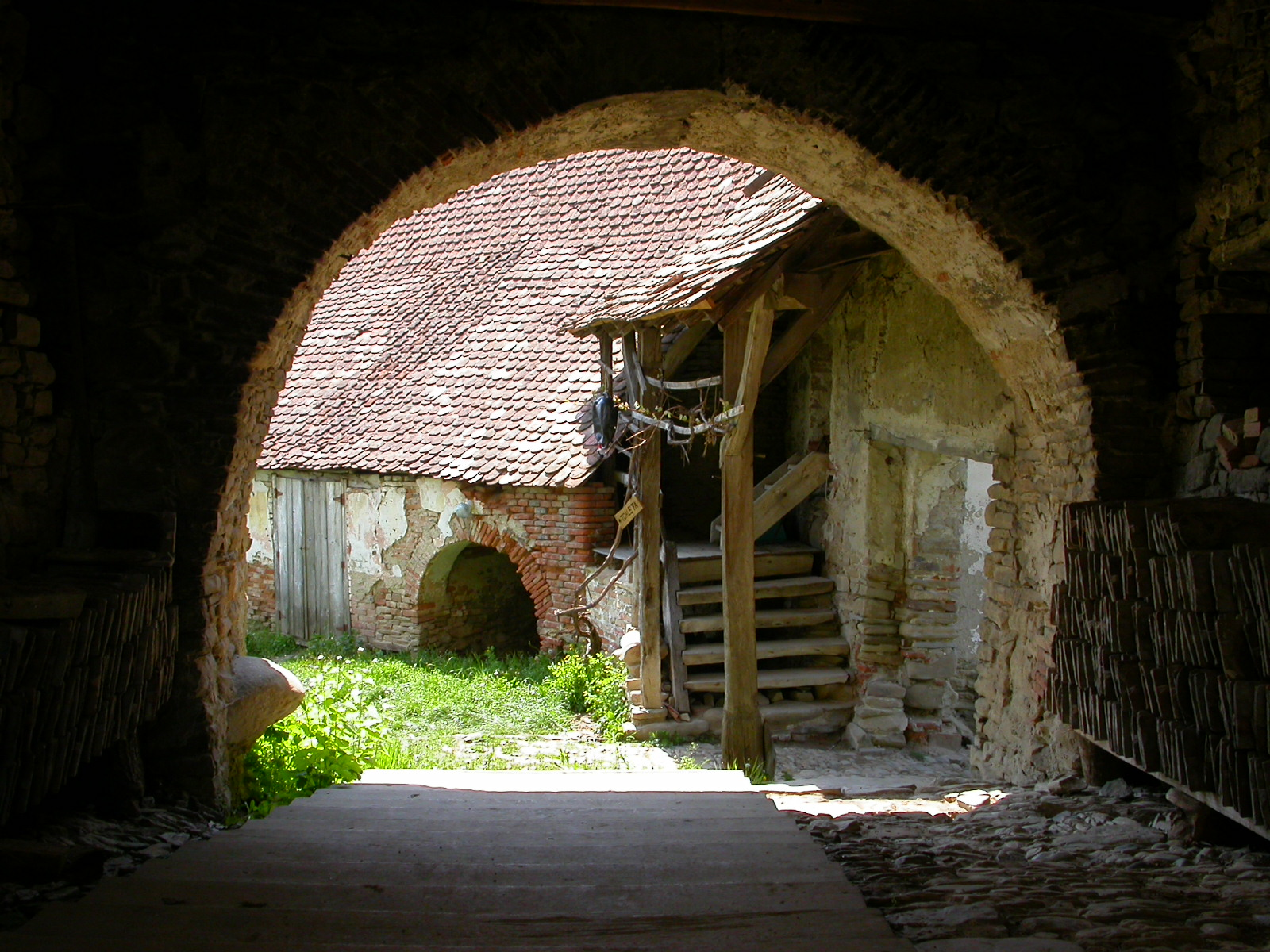
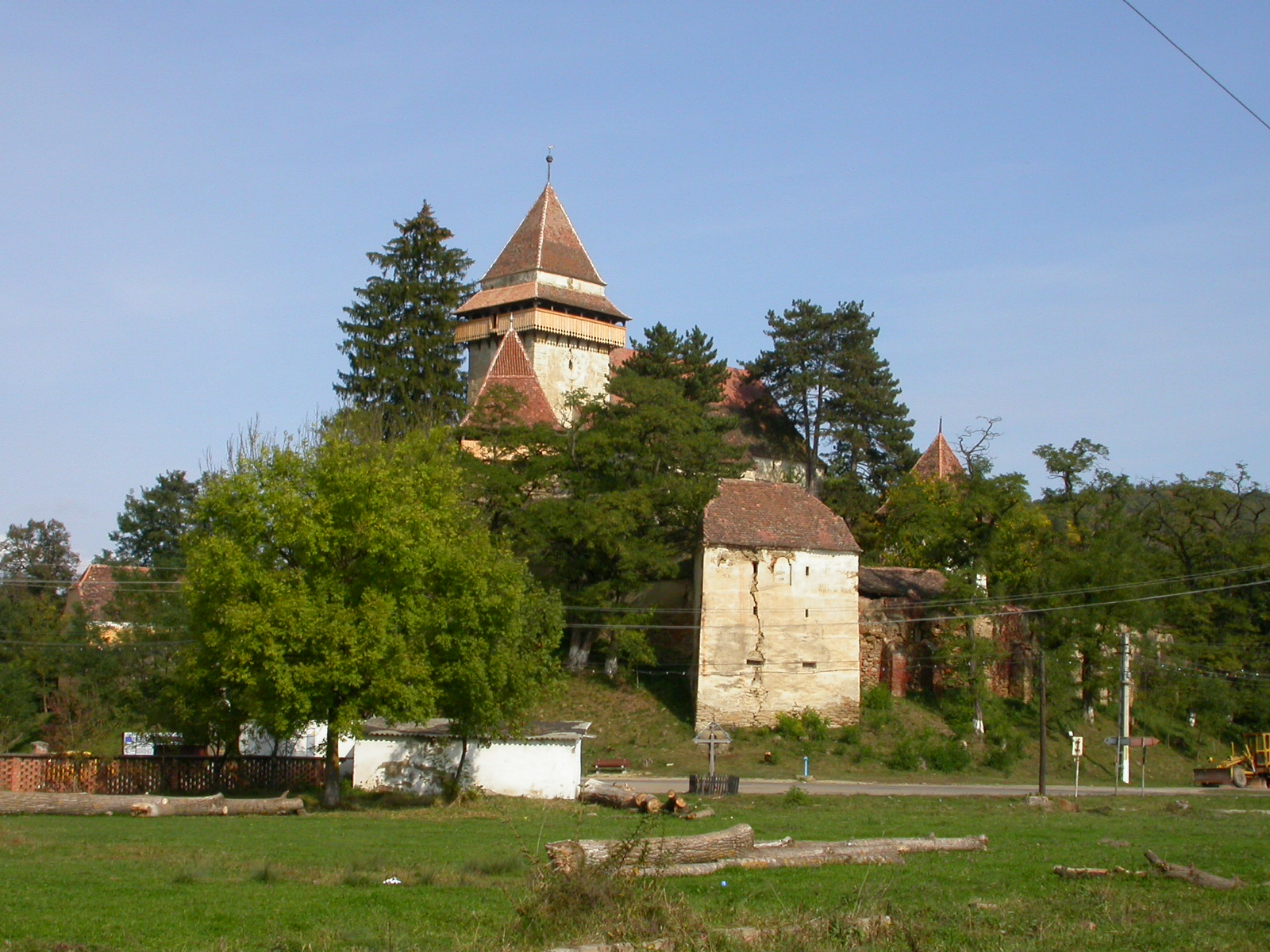
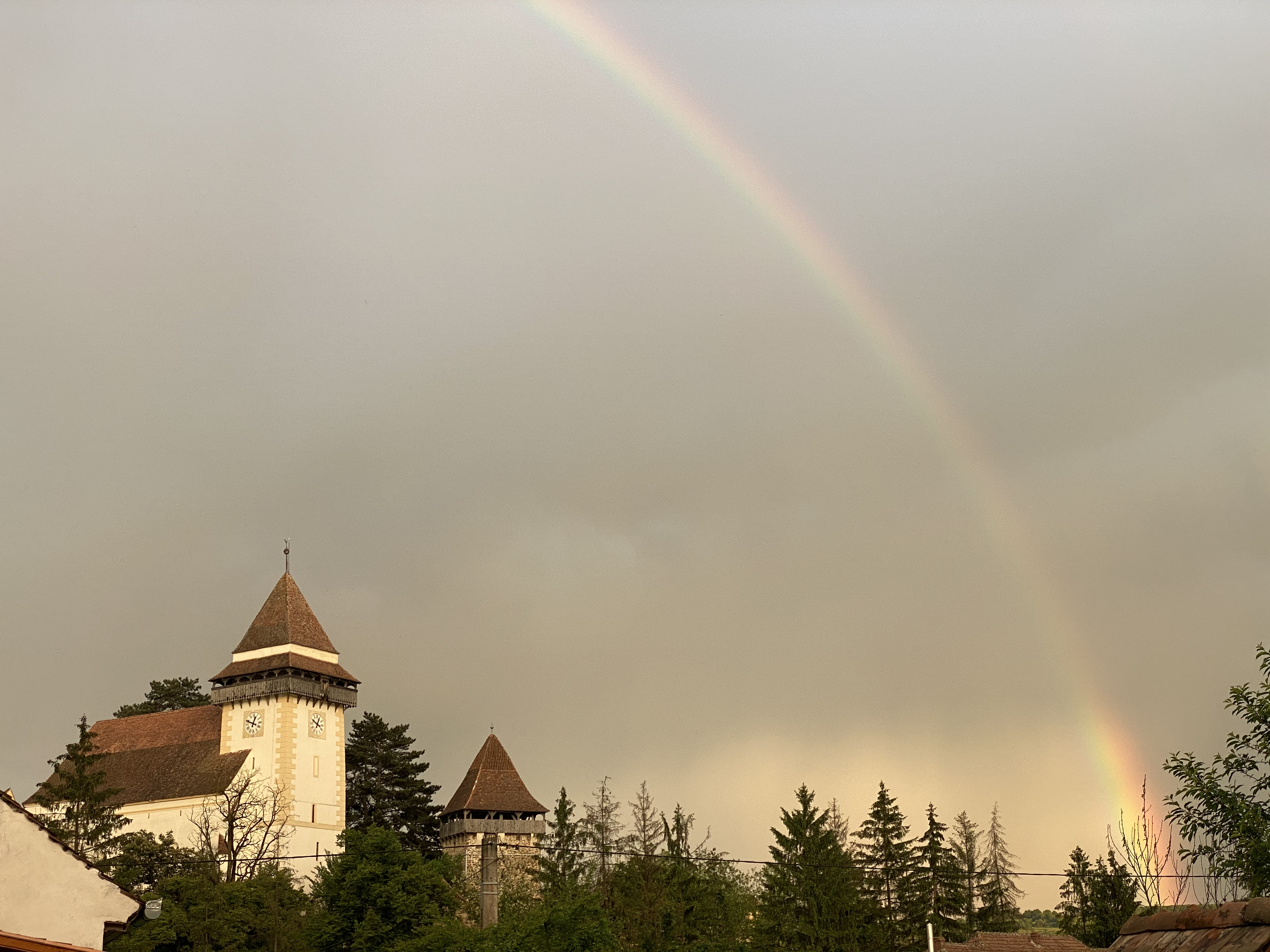